# Eurocup 2013-2014 - Last 32
La seconda fase di Eurocup 2013-2014, detta Last 32, è iniziata il 7 gennaio 2014 e si è conclusa il 19 febbraio.

## Regolamento
Le prime due classificate di ogni girone si qualificano agli Ottavi di finale.

Nel caso che due o più squadre abbiano concluso il girone a parità di punti in classifica, si è tenuto conto dei seguenti fattori:

1. Vittorie-sconfitte negli scontri diretti.
2. Differenza punti negli scontri diretti.
3. Differenza punti complessiva nella Last 32.

Eugene# Punti segnati nella Last 32.
1. Somma dei quozienti tra punti segnati e punti subiti in ogni incontro della Last 32.

| Qualificata agli Ottavi di finale |
| Eliminata                         |

## Gruppo I

### Classifica
|    | Squadra         | P.ti | G | V | P | PF  | PS  | DP  |
| -- | --------------- | ---- | - | - | - | --- | --- | --- |
| 1. | Nanterre        | 8    | 6 | 4 | 2 | 489 | 472 | +17 |
| 2. | Ratiopharm Ulm  | 6    | 6 | 3 | 3 | 507 | 503 | +4  |
| 3. | FoxTown Cantù   | 6    | 6 | 3 | 3 | 519 | 493 | +26 |
| 4. | Pınar Karşıyaka | 4    | 6 | 2 | 4 | 438 | 485 | -47 |

### Risultati

#### Prima giornata
| Arbitri: | Dani Hierrezuelo Petri Mäntylä Tomasz Trawicki |

|                  |          |           |
| Hladyr 30        | Punti    | 25 Uter   |
| Meacham 7        | Assist   | 4 Aradori |
| Jaiteh, Thomas 8 | Rimbalzi | 12 Leunen |

| Arbitri: | Marek Ćmikiewicz Joseph Bissang Igor Dragojević |

|            |          |                   |
| Sosa 15    | Punti    | 18 Diebler, Dixon |
| Günther 6  | Assist   | 5 Dixon           |
| Plaisted 8 | Rimbalzi | 13 Batista        |

#### Seconda giornata
| Arbitri: | Vicente Bultó Saša Maričić Markos Michaelides |

|            |          |                  |
| Batista 24 | Punti    | 28 Meacham       |
| Dixon 6    | Assist   | 5 Meacham        |
| Batista 9  | Rimbalzi | 5 Hladyr, Thomas |

| Arbitri: | Siniša Herceg Francisco Araña Tomislav Hordov |

|            |          |         |
| Leunen 17  | Punti    | 24 Sosa |
| Ragland 10 | Assist   | 7 Sosa  |
| Uter 8     | Rimbalzi | 8 Theis |

#### Terza giornata
| Arbitri: | Paolo Taurino Tomas Jasevičius Benjamín Jiménez |

|           |          |             |
| Lighty 21 | Punti    | 23 Plaisted |
| Lighty 6  | Assist   | 6 Günther   |
| Jaiteh 5  | Rimbalzi | 10 Plaisted |

| Arbitri: | Ilija Belošević Serhij Čebyšev Marius Ciulin |

|                    |          |                   |
| Gentile 15         | Punti    | 13 Dixon          |
| Ragland, Gentile 4 | Assist   | 4 Dixon           |
| Jenkins 9          | Rimbalzi | 4 Hersek, Batista |

#### Quarta giornata
| Arbitri: | José Martín Radomir Vojinović Panagiotis Anastopoulos |

|                 |          |                   |
| Schwethelm 21   | Punti    | 15 Lisch          |
| tre giocatori 4 | Assist   | 2 Nzeulie, Lighty |
| Hess 10         | Rimbalzi | 7 Daniels         |

| Arbitri: | Miguel Pérez Pérez Gentian Cici Uroš Obrknežević |

|            |          |            |
| Batista 30 | Punti    | 19 Ragland |
| Koç 5      | Assist   | 5 Ragland  |
| Batista 11 | Rimbalzi | 5 Leunen   |

#### Quinta giornata
| Arbitri: | Recep Ankaralı Antonio Conde Haris Bijedić |

|            |          |                    |
| Jenkins 29 | Punti    | 15 Passave-Ducteil |
| Ragland 7  | Assist   | 6 Lighty           |
| Uter 11    | Rimbalzi | 7 Passave-Ducteil  |

| Arbitri: | Dani Hierrezuelo Joseph Bissang Miloš Koljenšić |

|            |          |            |
| Batista 29 | Punti    | 17 Günther |
| Dixon 11   | Assist   | 3 Long     |
| Batista 9  | Rimbalzi | 7 Theis    |

#### Sesta giornata
| Nuova Ulma 19 febbraio 2014, ore 19:30 UTC+1 | Ratiopharm Ulm                              | 77 – 85 (13-25, 33-44, 49-60) referto | FoxTown Cantù | Ratiopharm Arena (5.500 spett.)\| Arbitri: \| Andrej Lovsin Sinisa Herceg Zdravko Rutešić \| |
| Arbitri:                                     | Andrej Lovsin Sinisa Herceg Zdravko Rutešić |                                       |               |                                                                                              |

| Parigi 19 febbraio 2014, ore 20:45 UTC+1 | Nanterre                                      | 76 – 57 (27-14, 42-32, 60-45) referto | Pınar Karşıyaka | Halle Georges-Carpentier (4.500 spett.)\| Arbitri: \| Vicente Bulto Petar Obradovic Piotr Pastusiak \| |
| Arbitri:                                 | Vicente Bulto Petar Obradovic Piotr Pastusiak |                                       |                 | |

## Gruppo J

### Classifica
|    | Squadra                   | P.ti | G | V | P | PF  | PS  | DP  |
| -- | ------------------------- | ---- | - | - | - | --- | --- | --- |
| 1. | TED Ankara Kolejliler     | 8    | 6 | 4 | 2 | 489 | 484 | +5  |
| 2. | Banco di Sardegna Sassari | 6    | 6 | 3 | 3 | 526 | 517 | +9  |
| 3. | Brose Baskets             | 6    | 6 | 3 | 3 | 475 | 475 | 0   |
| 4. | BCM Gravelines            | 4    | 6 | 2 | 4 | 459 | 473 | -14 |

### Risultati

#### Prima giornata
| Arbitri: | José Ramón García Ortiz Carmelo Paternicò Carlos Cortés |

|             |          |            |
| Gray 18     | Punti    | 20 Fischer |
| Rousselle 3 | Assist   | 9 Wright   |
| Camara 12   | Rimbalzi | 6 Gavel    |

| Arbitri: | Jakub Zamojski Petar Obradović Petros Papapetrou |

|             |          |              |
| C. Green 25 | Punti    | 27 Golubović |
| M. Green 10 | Assist   | 4 Tucker     |
| Johnson     | Rimbalzi | 6 Golubović  |

#### Seconda giornata
| Arbitri: | Roberto Chiari Gentian Cici Sašo Petek |

|              |          |          |
| Golubović 17 | Punti    | 17 Lewis |
| Valters 9    | Assist   | 4 Bokolo |
| Golubović 12 | Rimbalzi | 8 Lewis  |

| Arbitri: | Antonio Conde Eddie Viator Igor Dragojević |

|              |          |             |
| Gavel 21     | Punti    | 19 Gordon   |
| Goldsberry 8 | Assist   | 10 M. Green |
| Zirbes 9     | Rimbalzi | 14 Gordon   |

#### Terza giornata
| Arbitri: | Srđan Dožai Gianluca Mattioli Tomasz Trawicki |

|              |          |           |
| Plisnić 23   | Punti    | 12 Gavel  |
| Valters 7    | Assist   | 6 Gavel   |
| Golubović 13 | Rimbalzi | 7 Fischer |

| Arbitri: | Matej Boltauzer Miguel Ángel Pérez Niz Josip Radojković |

|             |          |           |
| C. Green 25 | Punti    | 28 Gray   |
| M. Green 6  | Assist   | 5 Holland |
| Gordon 9    | Rimbalzi | 9 Lewis   |

#### Quarta giornata
| Arbitri: | Vicente Bultó Renaud Geller Mario Majkić |

|            |          |            |
| Diawara 27 | Punti    | 22 Thomas  |
| Bokolo 10  | Assist   | 8 M. Green |
| Bokolo 7   | Rimbalzi | 6 C. Green |

| Arbitri: | Emilio Pérez Pizarro Nicola Maestre Jurgis Laurinavičius |

|            |          |             |
| Sanders 15 | Punti    | 26 Valters  |
| Gavel 6    | Assist   | 8 Rašić     |
| Wright 5   | Rimbalzi | 8 Golubović |

#### Quinta giornata
| Arbitri: | Juan Carlos García González Radomir Vojinović Jasmina Juras |

|                      |          |            |
| Sanders 14           | Punti    | 16 Diawara |
| Goldsberry 7         | Assist   | 5 Bokolo   |
| Veličković, Harris 5 | Rimbalzi | 9 Camara   |

| Arbitri: | Sreten Radović Arnis Ozols Carlos Cortés |

|              |          |              |
| Golubović 28 | Punti    | 13 T. Diener |
| Rašić 8      | Assist   | 6 T. Diener  |
| Golubović 17 | Rimbalzi | 6 Thomas     |

#### Sesta giornata
| Gravelines 19 febbraio 2014, ore 20:00 UTC+1 | BCM Gravelines                                    | 86 – 72 (24-22, 43-37, 65-58) referto | TED Ankara Kolejliler | Sportica (2.000 spett.)\| Arbitri: \| Roberto Chiari Apostolos Kalpakas Marcin Kowalski \| |
| Arbitri:                                     | Roberto Chiari Apostolos Kalpakas Marcin Kowalski |                                       |                       |                                                                                            |

| Sassari 19 febbraio 2014, ore 20:30 UTC+1 | Banco di Sardegna Sassari                      | 102 – 84 (25-23, 53-51, 73-71) referto | Brose Baskets | PalaSerradimigni (3.950 spett.)\| Arbitri: \| Spiros Gkontas Joseph Bissang Benjamin Jimenez \| |
| Arbitri:                                  | Spiros Gkontas Joseph Bissang Benjamin Jimenez |                                        |               |                                                                                                 |

## Gruppo K

### Classifica
|    | Squadra           | P.ti | G | V | P | PF  | PS  | DP   |
| -- | ----------------- | ---- | - | - | - | --- | --- | ---- |
| 1. | Chimki            | 12   | 6 | 6 | 0 | 525 | 421 | +104 |
| 2. | ČEZ Nymburk       | 4    | 6 | 2 | 4 | 470 | 486 | -16  |
| 3. | Montepaschi Siena | 4    | 6 | 2 | 4 | 461 | 481 | -20  |
| 4. | Maccabi Haifa     | 4    | 6 | 2 | 4 | 406 | 474 | -68  |

### Risultati

#### Prima giornata
| Arbitri: | Emin Moğulkoç Serhij Čebyšev Zdravko Rutešić |

|            |          |                        |
| Yivzori 17 | Punti    | 23 Simmons             |
| Smith 9    | Assist   | 3 Ilievski, Mahalbasić |
| Smith 8    | Rimbalzi | 9 Mahalbasić           |

| Arbitri: | Juan Carlos Arteaga Panagiotis Anastopoulos Benjamín Jiménez |

|                  |          |              |
| Carter 17        | Punti    | 19 Augustine |
| Haynes 4         | Assist   | 7 Green      |
| Carter, Hunter 5 | Rimbalzi | 15 Augustine |

#### Seconda giornata
| Arbitri: | Marek Ćmikiewicz Apostolos Kalpakas Jasmina Juras |

|           |          |                 |
| Lončar 18 | Punti    | 11 Yivzori      |
| Green 9   | Assist   | 3 tre giocatori |
| Lončar 10 | Rimbalzi | 5 Kozikaro      |

| Arbitri: | Srđan Dožai Nicola Maestre Mario Majkić |

|              |          |           |
| Page 22      | Punti    | 14 Haynes |
| Simmons 5    | Assist   | 4 Nelson  |
| Mahalbasić 8 | Rimbalzi | 9 Nelson  |

#### Terza giornata
| Arbitri: | Tolga Sahin Siniša Herceg Serhij Zaščuk |

|              |          |                |
| Rančík 17    | Punti    | 24 Popović     |
| Welsch 5     | Assist   | 8 Green        |
| Mahalbasić 9 | Rimbalzi | 7 Green, Monja |

| Arbitri: | Andrej Jeršan Eddie Viator Milija Vojinović |

|               |          |                  |
| Smith 24      | Punti    | 17 Hunter        |
| Roth, Smith 6 | Assist   | 5 Nelson, Haynes |
| Smith 6       | Rimbalzi | 8 Nelson         |

#### Quarta giornata
| Arbitri: | Oļegs Latiševs Saša Maričić Ingus Baumanis |

|                   |          |            |
| Vjal'cev 18       | Punti    | 20 Simmons |
| Koponen 8         | Assist   | 7 Ilievski |
| Green, Vjal'cev 5 | Rimbalzi | 5 Simmons  |

| Arbitri: | Sreten Radović Francisco Araña Régis Bardera |

|                 |          |                 |
| Janning 34      | Punti    | 18 Roth         |
| Haynes 6        | Assist   | 3 tre giocatori |
| Janning, Ress 5 | Rimbalzi | 8 Randle        |

#### Quinta giornata
| Arbitri: | Matej Boltauzer Serhij Čebyšev Sašo Petek |

|              |          |                 |
| Augustine 18 | Punti    | 18 Nelson       |
| Popović 9    | Assist   | 4 Carter, Green |
| Augustine 8  | Rimbalzi | 7 Nelson        |

| Arbitri: | Paolo Taurino Murat Biricik Óscar Perea |

|               |          |            |
| Simmons 16    | Punti    | 13 Yivzori |
| Ilievski 8    | Assist   | 6 Roth     |
| Mahalbasić 11 | Rimbalzi | 7 Kokia    |

#### Sesta giornata
| Arbitri: | Rüştü Nuran Gianluca Mattioli Tomislav Hordov |

|            |          |            |
| Yivzori 19 | Punti    | 19 Koponen |
| Smith 6    | Assist   | 7 Popović  |
| Yivzori 7  | Rimbalzi | 7 Lončar   |

| Arbitri: | Miguel Pérez Pérez Igor Dragojević Miloš Koljenšić |

|                  |          |           |
| Green 24         | Punti    | 20 Rančík |
| Haynes 7         | Assist   | 4 Simmons |
| Ortner, Nelson 5 | Rimbalzi | 6 Rančík  |

## Gruppo L

### Classifica
|    | Squadra               | P.ti | G | V | P | PF  | PS  | DP  |
| -- | --------------------- | ---- | - | - | - | --- | --- | --- |
| 1. | BK Nižnij Novgorod    | 10   | 6 | 5 | 1 | 468 | 436 | +32 |
| 2. | Stella Rossa Belgrado | 8    | 6 | 4 | 2 | 501 | 462 | +39 |
| 3. | Bilbao Basket         | 6    | 6 | 3 | 3 | 494 | 471 | +23 |
| 4. | Paniónios Atene       | 0    | 6 | 0 | 6 | 418 | 512 | -94 |

### Risultati

#### Prima giornata
| Arbitri: | Nicola Maestre Gianluca Mattioli Haris Bijedić |

|             |          |                      |
| McCollum 31 | Punti    | 17 Babbitt, Thompson |
| McCollum 3  | Assist   | 6 Chvostov           |
| Milbourne 8 | Rimbalzi | 8 Antonov, Thompson  |

| Arbitri: | Grzegorz Ziemblicki Murat Biricik Ioannis Foufis |

|               |          |                |
| Jenkins 16    | Punti    | 14 Bertāns     |
| Nelson 6      | Assist   | 6 Mumbrú       |
| Marjanović 12 | Rimbalzi | 4 Kavaliauskas |

#### Seconda giornata
| Arbitri: | Paolo Taurino Régis Bardera Saverio Lanzarini |

|           |          |                    |
| Grimau 18 | Punti    | 28 McCollum        |
| López 5   | Assist   | 2 McCollum, Mpatīs |
| López 7   | Rimbalzi | 6 Mpatīs           |

| Arbitri: | Fernando Rocha Seffi Shemmesh Ingus Baumanis |

|             |          |                     |
| Babbitt 25  | Punti    | 22 Nelson           |
| Thompson 5  | Assist   | 4 Nelson            |
| Thompson 13 | Rimbalzi | 6 Nelson, Radenović |

#### Terza giornata
| Arbitri: | Borys Šul'ha Gentian Cici Carlos Peruga |

|               |          |             |
| Simonović 18  | Punti    | 11 McCollum |
| Nelson 11     | Assist   | 4 Duvnjak   |
| Marjanović 11 | Rimbalzi | 6 McCollum  |

| Arbitri: | Luigi Lamonica Igor Dragojević Sašo Petek |

|             |          |                       |
| Mumbrú 20   | Punti    | 19 Rochestie          |
| Mumbrú 5    | Assist   | 3 Chvostov, Rochestie |
| Hervelle 13 | Rimbalzi | 6 Antonov             |

#### Quarta giornata
| Arbitri: | Milivoje Jovčić Borys Šul'ha Markos Michaelides |

|              |          |            |
| Rochestie 18 | Punti    | 12 Gabriel |
| Rochestie 6  | Assist   | 5 López    |
| Antonov 8    | Rimbalzi | 7 Markota  |

| Arbitri: | Luis Lopes Robert Vyklický David Romano |

|                     |          |                 |
| Carter, McCollum 15 | Punti    | 19 Katić        |
| McCollum, Mpatīs 3  | Assist   | 7 Jenkins       |
| Milbourne 6         | Rimbalzi | 5 tre giocatori |

#### Quinta giornata
| Arbitri: | Rüştü Nuran Siniša Herceg Piotr Pastusiak |

|             |          |                       |
| Thompson 19 | Punti    | 22 McCollum           |
| Chvostov 6  | Assist   | 2 quattro giocatori   |
| Thompson 11 | Rimbalzi | 4 Skordilīs, Kyritsīs |

| Arbitri: | Tolga Sahin Roberto Chiari Petri Mäntylä |

|                 |          |              |
| Mumbrú 18       | Punti    | 20 Blažič    |
| tre giocatori 2 | Assist   | 6 Nelson     |
| sei giocatori 6 | Rimbalzi | 7 Dragićević |

#### Sesta giornata
| Atene 19 febbraio 2014, ore 19:00 UTC+2 | Paniónios Atene                              | 84 – 88 (14-22, 39-46, 57-68) referto | Bilbao Basket | Elliniko Olympic Arena (300 spett.)\| Arbitri: \| Seffi Shemmesh Radomir Vojinovic Marko Juras \| |
| Arbitri:                                | Seffi Shemmesh Radomir Vojinovic Marko Juras |                                       |               |                                                                                                   |

| Belgrado 19 febbraio 2014, ore 19:15 UTC+1 | Stella Rossa Belgrado                                | 74 – 78 (16-23, 41-40, 58-55) referto | BK Nižnij Novgorod | Pionir Hall (3.994 spett.)\| Arbitri: \| Paolo Taurino Panagiotis Anastopoulos Ingus Baumanis \| |
| Arbitri:                                   | Paolo Taurino Panagiotis Anastopoulos Ingus Baumanis |                                       |                    |                                                                                                  |

## Gruppo M

### Classifica
|    | Squadra            | P.ti | G | V | P | PF  | PS  | DP  |
| -- | ------------------ | ---- | - | - | - | --- | --- | --- |
| 1. | Hapoel Gerusalemme | 8    | 6 | 4 | 2 | 507 | 489 | +18 |
| 2. | BK Budivelnyk Kiev | 8    | 6 | 4 | 2 | 500 | 491 | +9  |
| 3. | Banvit Bandirma    | 6    | 6 | 3 | 3 | 478 | 465 | +13 |
| 4. | Olimpija Lubiana   | 2    | 6 | 1 | 5 | 451 | 491 | -40 |

### Risultati

#### Prima giornata
| Arbitri: | Andrej Jeršan Seffi Shemmesh Marko Juras |

|            |          |                 |
| Davis 20   | Punti    | 22 Ahearn       |
| Marković 5 | Assist   | 5 Strēlnieks    |
| Davis 8    | Rimbalzi | 4 tre giocatori |

| Arbitri: | Anastasios Piloidis Erşan Kartal Miroslav Tomov |

|             |          |                       |
| Salin 19    | Punti    | 14 Kitchen            |
| Jackson 3   | Assist   | 5 Kitchen             |
| Stepheson 8 | Rimbalzi | 8 Parachoŭski, Dupree |

#### Seconda giornata
| Arbitri: | Juan Carlos García González Petri Mäntylä Aare Halliko |

|               |          |          |
| Lavrinovič 23 | Punti    | 21 Omić  |
| Strēlnieks 7  | Assist   | 7Gailius |
| Lavrinovič 8  | Rimbalzi | 7 Rupnik |

| Arbitri: | Elias Koromilas Damir Javor Uroš Obrknežević |

|                   |          |                  |
| Duncan, Wright 17 | Punti    | 22 Rowland       |
| Halperin 6        | Assist   | 5 Davis          |
| Duncan 12         | Rimbalzi | 7 Davis, Simmons |

#### Terza giornata
| Arbitri: | Saša Pukl Petar Obradović Moritz Reiter |

|                   |          |            |
| Duncan 20         | Punti    | 16 Ahearn  |
| Halperin 10       | Assist   | 8 Minard   |
| Eliyahu, Wright 6 | Rimbalzi | 12 Summers |

| Arbitri: | Miguel Pérez Pérez Marek Ćmikiewicz Arnis Ozols |

|             |          |           |
| Bubnić 18   | Punti    | 26 Mejía  |
| Marinelli 5 | Assist   | 4 Davis   |
| Bubnić 6    | Rimbalzi | 7 Rowland |

#### Quarta giornata
| Arbitri: | Grzegorz Ziemblicki Andrej Lovšin Tomislav Hordov |

|            |          |                |
| Summers 21 | Punti    | 19 Parachoŭski |
| Minard 7   | Assist   | 12 Halperin    |
| Summers 7  | Rimbalzi | 10 Eliyahu     |

| Arbitri: | Spiros Gkontas Piotr Pastusiak Semën Ovinov |

|            |          |                 |
| Rowland 22 | Punti    | 27 Gailius      |
| Mejía 5    | Assist   | 3 Joksimovič    |
| Davis 7    | Rimbalzi | 7 Jackson, Omić |

#### Quinta giornata
| Arbitri: | Oļegs Latiševs Miguel Ángel Pérez Niz Oskars Lucis |

|               |          |            |
| Strēlnieks 13 | Punti    | 16 Rowland |
| Strēlnieks 3  | Assist   | 3 Mejía    |
| Lavrinovič 9  | Rimbalzi | 7 Mejía    |

| Arbitri: | Anastasios Piloidis Erşan Kartal Aleksej Davydov |

|            |          |               |
| Duncan 21  | Punti    | 19 Joksimovič |
| Halperin 9 | Assist   | 6 Joksimovič  |
| Dupree 10  | Rimbalzi | 8 Brodnik     |

#### Sesta giornata
| Bandırma 19 febbraio 2014, ore 19:00 UTC+2 | Banvit Bandirma                                   | 93 – 79 (26-17, 51-40, 75-65) referto | Hapoel Gerusalemme | Banvit Kara Ali Acar Spor Salonu (2.800 spett.)\| Arbitri: \| Christos Christodoulou Carlos Peruga Aare Halliko \| |
| Arbitri:                                   | Christos Christodoulou Carlos Peruga Aare Halliko |                                       |                    | |

| Lubiana 19 febbraio 2014, ore 20:30 UTC+1 | Olimpija Lubiana                         | 83 – 87 (17-22, 40-45, 62-64) referto | BK Budivelnyk Kiev | Arena Stožice (2.600 spett.)\| Arbitri: \| Luis Lopes Carmelo Paternicò Oscar Perea \| |
| Arbitri:                                  | Luis Lopes Carmelo Paternicò Oscar Perea |                                       |                    |                                                                                        |

## Gruppo N

### Classifica
|    | Squadra             | P.ti | G | V | P | PF  | PS  | DP  |
| -- | ------------------- | ---- | - | - | - | --- | --- | --- |
| 1. | Alba Berlino        | 10   | 6 | 5 | 1 | 479 | 442 | +37 |
| 2. | Chimik Južnyj       | 6    | 6 | 3 | 3 | 429 | 444 | -15 |
| 3. | Radnički Kragujevac | 4    | 6 | 2 | 4 | 480 | 480 | 0   |
| 4. | Strasburgo          | 4    | 6 | 2 | 4 | 445 | 467 | -22 |

### Risultati

#### Prima giornata
| Arbitri: | Tomas Jasevičius Marcin Kowalski Miloš Koljenšić |

|                  |          |             |
| tre giocatori 14 | Punti    | 15 Mlađan   |
| Delaney 6        | Assist   | 8 Marinović |
| Freimanis 9      | Rimbalzi | 10 Birčević |

| Arbitri: | Juan Carlos García González Robert Vyklický Sergio Silva |

|                 |          |            |
| Logan 24        | Punti    | 19 Duport  |
| Hammonds 5      | Assist   | 5 Campbell |
| tre giocatori 5 | Rimbalzi | 8 Duport   |

#### Seconda giornata
| Arbitri: | Emilio Pérez Pizarro Emin Moğulkoç Marius Ciulin |

|              |          |                      |
| Marinović 15 | Punti    | 21 Hammonds          |
| Marinović 8  | Assist   | 3 Redding            |
| Jović 9      | Rimbalzi | 6 Redding, Wohlfarth |

| Arbitri: | José Ramón García Ortiz Renaud Geller Jurgis Laurinavičius |

|            |          |           |
| Duport 20  | Punti    | 25 Shuler |
| Campbell 4 | Assist   | 5 Delaney |
| Duport 9   | Rimbalzi | 7 Travis  |

#### Terza giornata
| Arbitri: | Fernando Rocha Apostolos Kalpakas Nick Van Den Broeck |

|                       |          |           |
| Radošević, Redding 15 | Punti    | 24 Travis |
| Redding 7             | Assist   | 6 Shuler  |
| Vargas, Redding 5     | Rimbalzi | 8 Travis  |

| Arbitri: | Carmelo Paternicò Luis Lopes Aleksej Davydov |

|             |          |             |
| Campbell 19 | Punti    | 21 Birčević |
| Greer 7     | Assist   | 6 Marinović |
| Greer 10    | Rimbalzi | 5 Jović     |

#### Quarta giornata
| Arbitri: | Paolo Taurino Rüştü Nuran Oskars Lucis |

|                 |          |            |
| Freimanis 12    | Punti    | 15 Redding |
| tre giocatori 3 | Assist   | 5 Redding  |
| Gatens 7        | Rimbalzi | 11 Kendall |

| Arbitri: | Robert Lottermoser Serhij Čebyšev Erşan Kartal |

|             |          |             |
| Dimić 19    | Punti    | 21 Thornton |
| Marinović 9 | Assist   | 4 Greer     |
| Birčević 6  | Rimbalzi | 6 Andersen  |

#### Quinta giornata
| Arbitri: | Saša Pukl Robert Vyklický Benjamín Jiménez |

|             |          |                 |
| Campbell 13 | Punti    | 18 Redding      |
| Campbell 7  | Assist   | 3 Redding       |
| Thornton 7  | Rimbalzi | 6 Kendall, King |

| Arbitri: | Marek Ċmikiewicz Francisco Araña Ioannis Foufis |

|              |          |           |
| Birčević 18  | Punti    | 18 Gatens |
| Marinović 13 | Assist   | 4 Delaney |
| Birčević 8   | Rimbalzi | 3 Rjabčuk |

#### Sesta giornata
| Arbitri: | Antonio Conde Robert Vyklicky Josip Radojkovic |

|           |          |           |
| Shuler 16 | Punti    | 18 Duport |
| Delaney 5 | Assist   | 6 Diot    |
| Travis 6  | Rimbalzi | 6 Duport  |

| Berlino 19 febbraio 2014, ore 20:00 UTC+1 | Alba Berlino                                | 92 – 83 (21-18, 46-33, 65-59) referto | Radnički Kragujevac | O2 World (7.910 spett.)\| Arbitri: \| Serhij Zaščuk Tomasz Trawicki Renaud Geller \| |
| Arbitri:                                  | Serhij Zaščuk Tomasz Trawicki Renaud Geller |                                       |                     |                                                                                      |

## Gruppo O

### Classifica
|    | Squadra              | P.ti | G | V | P | PF  | PS  | DP  |
| -- | -------------------- | ---- | - | - | - | --- | --- | --- |
| 1. | UNICS Kazan'         | 10   | 6 | 5 | 1 | 461 | 425 | +36 |
| 2. | Valencia BC          | 6    | 6 | 3 | 3 | 500 | 431 | +69 |
| 3. | Telenet Ostenda      | 6    | 6 | 3 | 3 | 439 | 483 | -44 |
| 4. | Stelmet Zielona Góra | 2    | 6 | 1 | 5 | 425 | 486 | -61 |

### Risultati

#### Prima giornata
| Arbitri: | Saša Pukl Luis Lopes Carlos Peruga |

|                         |          |              |
| Koszarek, Dragičević 14 | Punti    | 17 Goudelock |
| Koszarek 6              | Assist   | 5 Goudelock  |
| Dragičević 7            | Rimbalzi | 7 Eidson     |

| Arbitri: | Tolga Sahin Apostolos Kalpakas Josip Radojković |

|              |          |             |
| Dubljević 18 | Punti    | 21 Thompson |
| Ribas 8      | Assist   | 5 Đorđević  |
| Dubljević 12 | Rimbalzi | 5 Wright    |

#### Seconda giornata
| Arbitri: | Recep Ankaralı Marcin Kowalski David Romano |

|                |          |              |
| Kaimakoglou 19 | Punti    | 19 Dubljević |
| Goudelock 7    | Assist   | 6 Lafayette  |
| Harangody 7    | Rimbalzi | 7 Sato       |

| Arbitri: | Oļegs Latiševs Arnis Ozols Oskars Lucis |

|                        |          |             |
| Petrović 14            | Punti    | 15 Cel      |
| Đorđević, Marnegrave 4 | Assist   | 6 Koszarek  |
| Echenique 6            | Rimbalzi | 7 Hrycaniuk |

#### Terza giornata
| Arbitri: | Emin Moğulkoç Robert Vyklický Tomislav Vovk |

|             |          |                       |
| Triguero 14 | Punti    | 15 Dragičević         |
| Ribas 7     | Assist   | 2 Kucharek, Hrycaniuk |
| Sato 7      | Rimbalzi | 8 Eyenga              |

| Arbitri: | José Ramón García Ortiz Marko Juras Piotr Pastusiak |

|                     |          |              |
| Đorđević, Gillet 15 | Punti    | 13 Goudelock |
| Đorđević, Salumu 4  | Assist   | 4 Goudelock  |
| Echenique 6         | Rimbalzi | 9 Verameenka |

#### Quarta giornata
| Arbitri: | Marek Ćmikiewicz Murat Biricik Miloš Koljenšić |

|              |          |             |
| Goudelock 27 | Punti    | 17 Thompson |
| Zīsīs 6      | Assist   | 4 Đorđević  |
| Eidson 6     | Rimbalzi | 5 Thompson  |

| Arbitri: | Fernando Rocha Elias Koromilas Marko Juras |

|                 |          |                   |
| Eyenga 16       | Punti    | 19 Doellman       |
| Koszarek 6      | Assist   | 3 Van Rossom      |
| tre giocatori 5 | Rimbalzi | 5 Lafayette, Sato |

#### Quinta giornata
| Arbitri: | Seffi Shemmesh Saša Maričić Apostolos Kalpakas |

|               |          |                    |
| Vougioukas 19 | Punti    | 14 Zamojski        |
| Vougioukas 4  | Assist   | 3 Chanas, Koszarek |
| Harangody 8   | Rimbalzi | 6 Cel              |

| Arbitri: | Eddie Viator Tomas Jasevičius Jurgis Laurinavičius |

|              |          |                        |
| Gillet 17    | Punti    | 26 Dubljević           |
| Marnegrave 5 | Assist   | 5 Martínez, Van Rossom |
| Echenique 8  | Rimbalzi | 9 Dubljević, Sato      |

#### Sesta giornata
| Arbitri: | Jakub Zamojski Damir Javor Petros Papapetrou |

|              |          |                 |
| Dubljević 20 | Punti    | 25 Goudelock    |
| Lafayette 6  | Assist   | 4 McKee         |
| Dubljević 12 | Rimbalzi | 6 Eidson, Zīsīs |

| Zielona Góra 19 febbraio 2014, ore 19:00 UTC+1 | Stelmet Zielona Góra                          | 80 – 84 (21-24, 45-46, 60-61) referto | Telenet Ostenda | CRS Hall (2.728 spett.)\| Arbitri: \| Srdan Dozai Miguel Angel Perez Niz Saso Petek \| |
| Arbitri:                                       | Srdan Dozai Miguel Angel Perez Niz Saso Petek |                                       |                 |                                                                                        |

## Gruppo P

### Classifica
|    | Squadra                | P.ti | G | V | P | PF  | PS  | DP  |
| -- | ---------------------- | ---- | - | - | - | --- | --- | --- |
| 1. | Lietuvos Rytas Vilnius | 8    | 6 | 4 | 2 | 491 | 492 | -1  |
| 2. | Beşiktaş Istanbul      | 8    | 6 | 4 | 2 | 441 | 452 | -11 |
| 3. | Cedevita Zagabria      | 4    | 6 | 2 | 4 | 433 | 429 | +4  |
| 4. | CAI Saragozza          | 4    | 6 | 2 | 4 | 453 | 445 | +8  |

### Risultati

#### Prima giornata
| Arbitri: | Ilija Belošević Serhij Zaščuk Radomir Vojinović |

|               |          |           |
| Gecevičius 24 | Punti    | 23 Lofton |
| Cook 10       | Assist   | 7 Gaines  |
| Palacios 8    | Rimbalzi | 6 Iverson |

| Arbitri: | Spiros Gkontas Aare Halliko Piotr Pastusiak |

|              |          |                 |
| Jones 20     | Punti    | 17 Ray          |
| Llompart 4   | Assist   | 4 tre giocatori |
| Shermadini 8 | Rimbalzi | 5 Zubčić, Suton |

#### Seconda giornata
| Arbitri: | Saša Pukl Andrej Lovšin Aleksej Davydov |

|            |          |              |
| Lofton 19  | Punti    | 14 Rudež     |
| Gaines 7   | Assist   | 4 Llompart   |
| Buckman 16 | Rimbalzi | 8 Sanik'idze |

| Arbitri: | Dani Hierrezuelo Luis Lopes Semën Ovinov |

|                 |          |             |
| Bilan 19        | Punti    | 17 Seibutis |
| Ray, Babić 5    | Assist   | 10 Cook     |
| sei giocatori 4 | Rimbalzi | 10 Palacios |

#### Terza giornata
| Arbitri: | Murat Biricik Anastasios Piloidis Zdravko Rutešić |

|                  |          |             |
| Roll 23          | Punti    | 17 Palacios |
| Llompart, Roll 5 | Assist   | 5 Cook      |
| Jones 8          | Rimbalzi | 6 Palacios  |

| Arbitri: | Seffi Shemmesh Marcin Kowalski Ioannis Foufis |

|                |          |            |
| Ray 17         | Punti    | 20 Lofton  |
| Smith 5        | Assist   | 7 Perkins  |
| Suton, Smith 8 | Rimbalzi | 10 Perkins |

#### Quarta giornata
| Arbitri: | Andrej Jeršan Siniša Herceg Apostolos Kalpakas |

|               |          |              |
| Gecevičius 22 | Punti    | 16 Norel     |
| Cook 8        | Assist   | 4 Rudež      |
| Gecevičius 6  | Rimbalzi | 6 Shermadini |

| Arbitri: | Christos Christodoulou Tomas Jasevičius Miroslav Tomov |

|           |          |                 |
| Lofton 11 | Punti    | 9 Ray, Babić    |
| Perkins 7 | Assist   | 3 tre giocatori |
| Ružić 8   | Rimbalzi | 9 Suton         |

#### Quinta giornata
| Arbitri: | Fernando Rocha Sergio Silva Markos Michaelides |

|            |          |                     |
| Nurkić 18  | Punti    | 15 Tabu             |
| Baždarić 5 | Assist   | 8 Llompart          |
| Zubčić 4   | Rimbalzi | 6 Shermadini, Jones |

| Arbitri: | José Ramón García Ortiz Petar Obradović Petros Papapetrou |

|            |          |             |
| Perkins 17 | Punti    | 22 Palacios |
| Lofton 3   | Assist   | 7 Cook      |
| Perkins 11 | Rimbalzi | 7 Palacios  |

#### Sesta giornata
| Vilnius 19 febbraio 2014, ore 19:00 UTC+2 | Lietuvos Rytas Vilnius                         | 75 – 74 (16-15, 41-27, 57-52) referto | Cedevita Zagabria | Siemens Arena (5.150 spett.)\| Arbitri: \| Grzegorz Ziemblicki Marius Ciulin Oskars Lucis \| |
| Arbitri:                                  | Grzegorz Ziemblicki Marius Ciulin Oskars Lucis |                                       |                   |                                                                                              |

| Huesca 19 febbraio 2014, ore 20:30 UTC+1 | CAI Saragozza                                     | 77 – 79 (9-21, 41-36, 55-56) referto | Beşiktaş Istanbul | Palacio Municipal de Deportes (4.100 spett.)\| Arbitri: \| Robert Lottermoser Sasa Maricic Saverio Lanzarini \| |
| Arbitri:                                 | Robert Lottermoser Sasa Maricic Saverio Lanzarini |                                      |                   | |